# Huajuapan de León
Huajuapan de León oficialmente Heroica Ciudad de Huajuapan de León es una ciudad del estado mexicano de Oaxaca, dentro del municipio homónimo del cual es cabecera. Forma parte de la Región Mixteca Oaxaqueña. Se encuentra aproximadamente a 192.6 km de la ciudad de Oaxaca de Juárez.

## Toponimia
El nombre proviene de los vocablos nahuas huaxin, que significa "huaje", ohtli "camino", y apan "río". Por ello, puede traducirse como Río de los huajes, o en simple náhuatl Guaxoapan, lugar de huajes junto al río o Tierra de huajes. 
Su nombre en mixteco fue "Ñuu dee", tierra de valientes o lugar de gente valiente.

## Historia

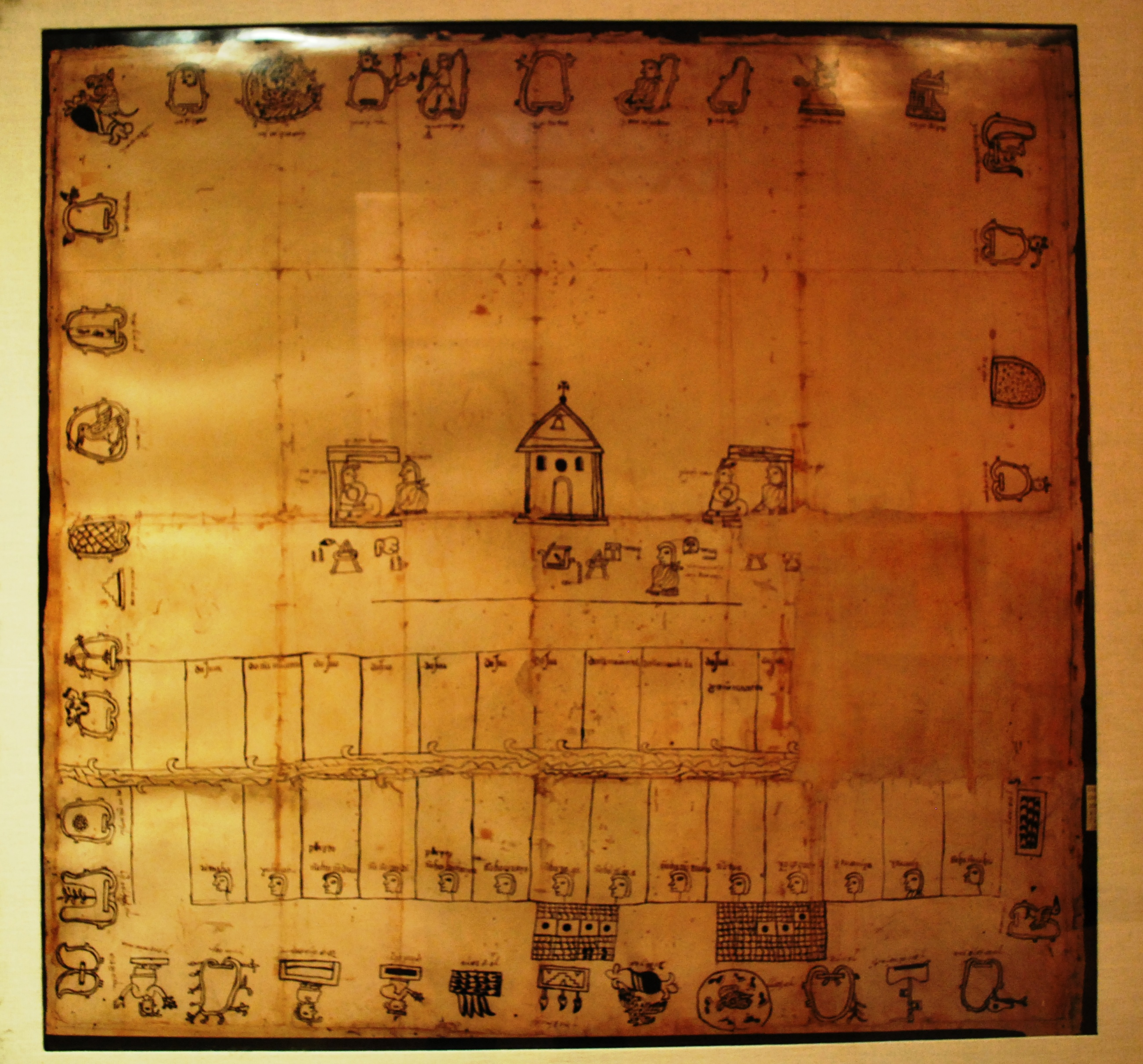
Antiguo mapa de Huajuapan.

Surgió como una pequeña comunidad, aproximadamente en el año 400 antes de Cristo, siendo sus primeros pobladores los Ñuu Yate (gente antigua), teniendo alrededor de 500 a 1500 habitantes. Uno de sus asentamientos se encontraba en el sitio que hoy se conoce como el Cerro de las Minas.
Por orden virreinal nace la comunidad de Huajuapan (calculándose que en 1561) en el lugar en que se encuentra ubicado actualmente, ya que anteriormente esta llanura era una mesquitera solitaria donde los comerciantes viajeros sufrían frecuentes asaltos, motivo por el cual se ordenó a los habitantes de San Andrés Acatlima que bajaran a poblar dicha llanura. Durante esta época, fue un importante asentamiento de españoles peninsulares, llegando a tener 300 familias.
En el movimiento de Independencia, fue escenario de hechos sobresalientes, como el sitio de Huajuapan, el cual duró aproximadamente 111 días (el más largo del movimiento). Este sitio fue sostenido heroicamente por un grupo de lugareños, al mando del Coronel Valerio Trujano, siendo roto el 23 de julio de 1812 con la ayuda de Morelos. De aquí que la fiesta grande se celebre en esta fecha con un novenario de Misas, ya que el 23 de julio fue el último día del novenario iniciado el 14 de julio, en honor al Señor de los Corazones, como petición de la liberación de Huajuapan. La fiesta profana también coincide en esta fecha, agregándole más días de celebración.A partir de esta fecha la comunidad de Huajuapan empezó a cobrar importancia.
- El 10 de junio de 1843 se elevó a la categoría de Villa de Huajuapan de León. El 17 de octubre de 1884 se le concede el rango de ciudad.

- Al comienzo de la Revolución, fue un importante núcleo de grupos con tendencia zapatista.

- El 24 de octubre de 1980 tuvo lugar un sismo con epicentro en esta región de 7 grados en la escala de Richter, causando muchos daños irreparables en las construcciones.

## Geografía

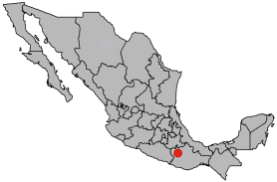
Ubicación de Huajuapan en México

Huajuapan de León está ubicada en el noroeste del estado de Oaxaca, dentro del municipio de Heroica Ciudad de Huajuapan de León. La ciudad se encuentra sobre las coordenadas 17°48′28″N 97°46′46″O / 17.80778, -97.77944, a una altura media de 1594 metros sobre el nivel del mar.
El relieve de Huajuapan de León está marcado por la presencia de numerosas montañas que forman parte de la Sierra Mixteca. Algunos de los principales elevaciones de la ciudad son El Cerro de las Minas, La Soledad, Yucunitzá, Mariposas, del Sol y Yucuyada.
Las corrientes de agua son cortas y de escaso caudal, y son tributarias del río Mixteco. El clima es semicálido húmedo con lluvias en verano. Durante la estación pluviosa (en el mes de julio), tiempo en que las aguas de los arroyos montañosos bañan la superficie y hacen brotar una selva baja caducifolia. A pesar de ello, la vegetación predominante es xerófita, compuesta principalmente por cactáceas, opuntias y varios matorrales y árboles característicos de las tierras áridas mexicanas, como el mezquite y el huizache. La fauna es también limitada, y dominan los animales propios de la tierra caliente como la serpiente de cascabel, varios géneros de mamíferos y aves.
La superficie está cubierta principalmente por cambisol cálcico, que es un suelo esencialmente agrícola, pero la escasez de agua impide el desarrollo de la agricultura más allá de pequeñas huertas de subsistencia.

### Clima
| Parámetros climáticos promedio de Huajuapan de León (medias 1991-2020) | Parámetros climáticos promedio de Huajuapan de León (medias 1991-2020) | Parámetros climáticos promedio de Huajuapan de León (medias 1991-2020) | Parámetros climáticos promedio de Huajuapan de León (medias 1991-2020) | Parámetros climáticos promedio de Huajuapan de León (medias 1991-2020) | Parámetros climáticos promedio de Huajuapan de León (medias 1991-2020) | Parámetros climáticos promedio de Huajuapan de León (medias 1991-2020) | Parámetros climáticos promedio de Huajuapan de León (medias 1991-2020) | Parámetros climáticos promedio de Huajuapan de León (medias 1991-2020) | Parámetros climáticos promedio de Huajuapan de León (medias 1991-2020) | Parámetros climáticos promedio de Huajuapan de León (medias 1991-2020) | Parámetros climáticos promedio de Huajuapan de León (medias 1991-2020) | Parámetros climáticos promedio de Huajuapan de León (medias 1991-2020) | Parámetros climáticos promedio de Huajuapan de León (medias 1991-2020) |
| Mes                                                                    | Ene.                                                                   | Feb.                                                                   | Mar.                                                                   | Abr.                                                                   | May.                                                                   | Jun.                                                                   | Jul.                                                                   | Ago.                                                                   | Sep.                                                                   | Oct.                                                                   | Nov.                                                                   | Dic.                                                                   | Anual                                                                  |
| ---------------------------------------------------------------------- | ---------------------------------------------------------------------- | ---------------------------------------------------------------------- | ---------------------------------------------------------------------- | ---------------------------------------------------------------------- | ---------------------------------------------------------------------- | ---------------------------------------------------------------------- | ---------------------------------------------------------------------- | ---------------------------------------------------------------------- | ---------------------------------------------------------------------- | ---------------------------------------------------------------------- | ---------------------------------------------------------------------- | ---------------------------------------------------------------------- | ---------------------------------------------------------------------- |
| Temp. máx. abs. (°C)                                                   | 31.0                                                                   | 33.5                                                                   | 36.5                                                                   | 38.0                                                                   | 37.5                                                                   | 34.5                                                                   | 32.0                                                                   | 32.5                                                                   | 32.5                                                                   | 31.5                                                                   | 39.5                                                                   | 39.0                                                                   | 39.5                                                                   |
| Temp. máx. media (°C)                                                  | 27.4                                                                   | 29.5                                                                   | 31.8                                                                   | 33.2                                                                   | 32.1                                                                   | 29.4                                                                   | 28.5                                                                   | 28.7                                                                   | 27.6                                                                   | 27.7                                                                   | 27.5                                                                   | 27.4                                                                   | 29.2                                                                   |
| Temp. media (°C)                                                       | 16.7                                                                   | 18.6                                                                   | 20.9                                                                   | 22.7                                                                   | 22.8                                                                   | 21.5                                                                   | 20.6                                                                   | 20.6                                                                   | 20.3                                                                   | 19.3                                                                   | 18.1                                                                   | 16.6                                                                   | 19.9                                                                   |
| Temp. mín. media (°C)                                                  | 6.3                                                                    | 7.8                                                                    | 9.9                                                                    | 12.4                                                                   | 14.1                                                                   | 14.6                                                                   | 13.4                                                                   | 13.4                                                                   | 13.4                                                                   | 11.6                                                                   | 8.4                                                                    | 6.2                                                                    | 11.0                                                                   |
| Temp. mín. abs. (°C)                                                   | -1.0                                                                   | -1.0                                                                   | 1.0                                                                    | 7.5                                                                    | 9.5                                                                    | 10.5                                                                   | 10.0                                                                   | 9.0                                                                    | 8.0                                                                    | 1.2                                                                    | 1.0                                                                    | 0.0                                                                    | -1.0                                                                   |
| Precipitación total (mm)                                               | 5.1                                                                    | 4.4                                                                    | 10.8                                                                   | 34.6                                                                   | 75.7                                                                   | 164.6                                                                  | 115.6                                                                  | 145.4                                                                  | 178.5                                                                  | 70.7                                                                   | 12.0                                                                   | 5.3                                                                    | 822.8                                                                  |
| Días de precipitaciones (≥ 0.1 mm)                                     | 1.3                                                                    | 0.8                                                                    | 2.3                                                                    | 5.2                                                                    | 11.4                                                                   | 15.9                                                                   | 13.7                                                                   | 15.0                                                                   | 16.4                                                                   | 8.8                                                                    | 2.9                                                                    | 1.1                                                                    | 94.8                                                                   |
| Fuente n.º 1: Servicio Meteorológico Nacional                          |                                                                        |                                                                        |                                                                        |                                                                        |                                                                        |                                                                        |                                                                        |                                                                        |                                                                        |                                                                        |                                                                        |                                                                        |                                                                        |
| Fuente n.º 2: NOAA                                                     |                                                                        |                                                                        |                                                                        |                                                                        |                                                                        |                                                                        |                                                                        |                                                                        |                                                                        |                                                                        |                                                                        |                                                                        |                                                                        |

## Demografía
Según el censo de población del año 2020, la población total de la ciudad es de 56 163 habitantes, 29 689 mujeres y 26 474 hombres. La ciudad cubre un área de 15.61 km² y tiene una densidad de población de 3598 habitantes por kilómetro cuadrado.
En el año de 1900 tenía 3766 habitantes.
| Gráfica de evolución de Huajuapan de León entre 1900 y 2020 |
|                                                             |
| Instituto Nacional de Estadística y Geografía               |

## Comunicaciones
Huajuapan de León es un cruce vehicular importante, ya que es un municipio por el que se tiene que pasar para llegar del estado de Oaxaca hacia el sur del Estado de Puebla, en particular a la comunidad de Acatlán de Osorio, Puebla. También es un paso importante para llegar a otros municipios de gran importancia en la zona de la Mixteca Baja, como son: Juxtlahuaca (paso obligado para la costa de Oaxaca), Mariscala de Juárez, Tamazulapan del Progreso, Asunción Nochixtlán y Tlaxiaco.

## Gobierno

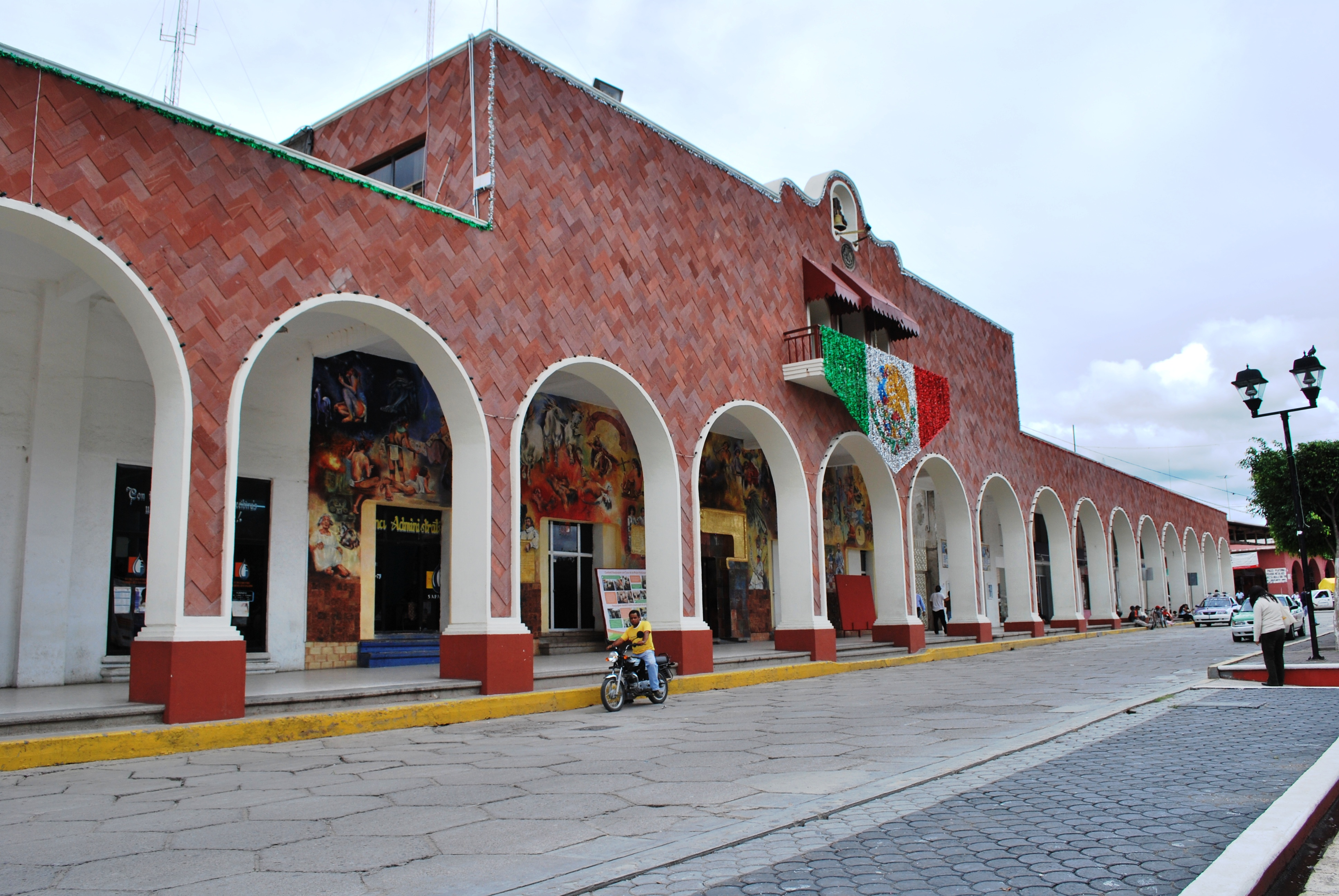
Palacio Municipal de Huajuapan de León.

La ciudad es cabecera municipal del municipio del mismo nombre, es decir, que dentro de ella se encuentra la sede del Ayuntamiento. Este está integrado por un cabildo compuesto por el presidente municipal, 2 síndicos y 13 regidores, que rigen tanto a la ciudad, como a las comunidades restantes del Municipio.
El gabinete municipal está conformado por: 
- Presidencia municipal.
- Secretaría municipal.
- Tesorería municipal.
- Oficialía mayor.
- Alcaldía.
- Regidor de obras públicas
- Regidor de agua potable
- Sindico de haciendas
- Sindico procurador

Así como 35 direcciones más.:3

## Cultura
El jarabe mixteco y la Canción Mixteca ocupan una posición muy importante en este municipio, pues están consideradas como el mayor patrimonio cultural. Tal es su importancia que el jarabe mixteco representa a Huajuapan en el festival de la Guelaguetza, y por otro lado, la Canción Mixteca, que puede ser considerada como el himno de facto de la ciudad.
Muy populares son las fiestas donde se exhiben a los "matachines", figuras elaboradas a base de madera en la estructura, yeso para la forma de la cara, que representan a un personaje en particular.
El 24 de julio de cada año, durante la celebración a la imagen de Cristo conocida como Señor de los Corazones, en las calles del centro histórico y las aledañas son cubiertas por alfombras de aserrín, que poseen diversas formas y varían año con año.
La segunda gran fiesta es el 24 de junio en honor de san Juan Bautista, patrono de la comunidad católica de la ciudad.
Desde hace varios siglos, año con año, por los meses de octubre y noviembre se lleva a cabo la tradicional matanza de borregos y chivos cebados en el matadero de Santa María o el de Vista Hermosa. Es considerada una tradición por su antigüedad y representatividad, además de todo lo que implica el proceso, puesto que los animales son llevados por todas las montañas desde la costa hasta las ciudades de Huajuapan y Tehuacán, para que mediante la absorción en su comida de especies naturales los animales engorden y le den sabor a su carne tierna y rica en propiedades de sabor y posteriormente en el sazón por el gusto de los platillos que se hacen con estos.
Momia tatuada
Momia localizada en 1889 durante el porfiriato por Leopoldo Batres en Camotlán, Huajuapan de León, Oaxaca,  llevaba tatuados los brazos con grecas. actualmente la momia se encuentra en Museo de Quai Branly ubicado en París, Francia.

### Museos

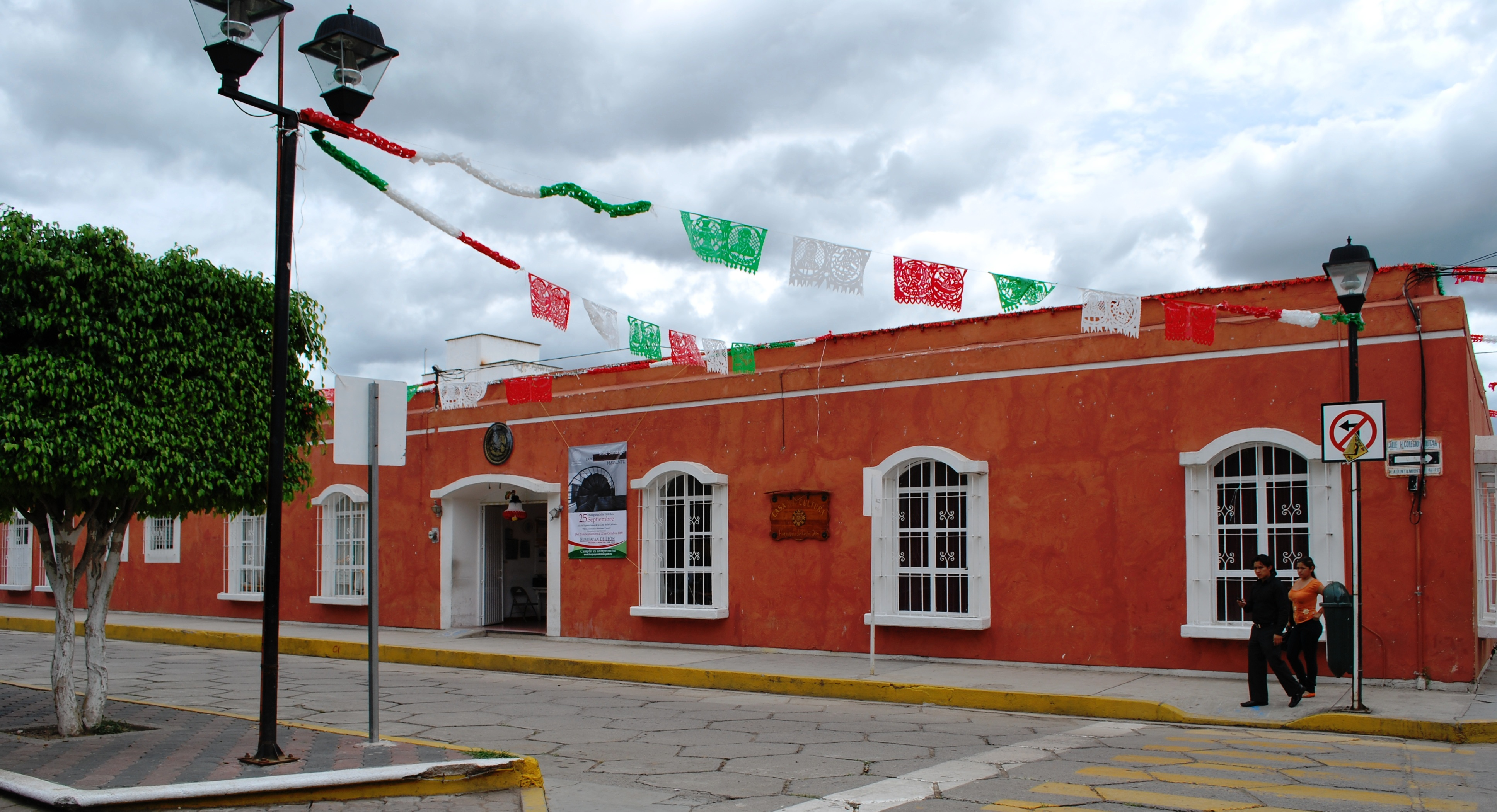
Casa de la Cultura de Huajuapan.

El Museo Regional de Huajuapan (MureH) es un centro dedicado a la difusión y preservación tanto de la arqueología, etnografía e historia de la cultura mixteca como de los vestigios históricos y culturales de la ciudad. Tiene una arquitectura típica de la región, hecha de adobe, ladrillo y teja. 
Fue inaugurado el 19 de diciembre de 1998, sin terminarse la construcción. Abrió sus puertas al público el 19 de enero de 1999 y desde esta fecha no ha interrumpido sus actividades culturales y los servicios al público. 
Sus colecciones, se dividen en 5 salas:
1. Sala de Etnografía: Mural "Árbol de origen".
2. Sala de Etnografía: Mural de Fiestas.
3. Sala de Arqueología: Mural de Biodiversidad.
4. Sala de Arqueología: Explicaciones de grabados en piedra.
5. Sala de Historia.

Con el fin de que el MureH sea un centro dinámico y vigente en constante actividad, el Patronato ha puesto en marcha los siguientes programas: 
- Talleres de dibujo.
- Pintura.
- Grabado.
- Conciertos de música.
- Presentación de obras de teatro y de danza contemporánea. *Talleres de poesía.
- Introducción al pensamiento matemático.
- Concursos de fotografía.
- Exposiciones de filatelia; de fotografía y de las artes plásticas *Conferencias, mesas redondas sobre temas de interés general.
- Campañas de recuperación de piezas arqueológicas.
- Presentación de libros.

### Talleres para los Cursos de verano
En estos cursos hay visitas guiadas al MureH y a la zona arqueológica “Cerro de las Minas”; "Programa de apoyo a Bibliotecas Escolares"; “Promoción Nacional Cultural de verano” que organiza el Munal cada año; encuentros sobre las tradiciones mexicanas “El día de muertos” y sobre las “fiestas navideñas”.

### Casa de la cultura Antonio Martínez Corro
Se imparte la enseñanza de las artes clásicas, aloja exposiciones temporales, brinda conciertos de música clásica y ofrece muestras de teatro y danza contemporánea y regional.

## Sitios de interés
En el centro de la ciudad se encuentra la Catedral de Nuestra Señora de Guadalupe y adyacente a ella la Capilla del Señor de los Corazones. Cercanos a esta zona hay algunas ruinas prehispánicas en el Cerro de las Minas, donde hay los restos de unas plazas en zonas residenciales, y un gran campo de pelota.

### La Catedral

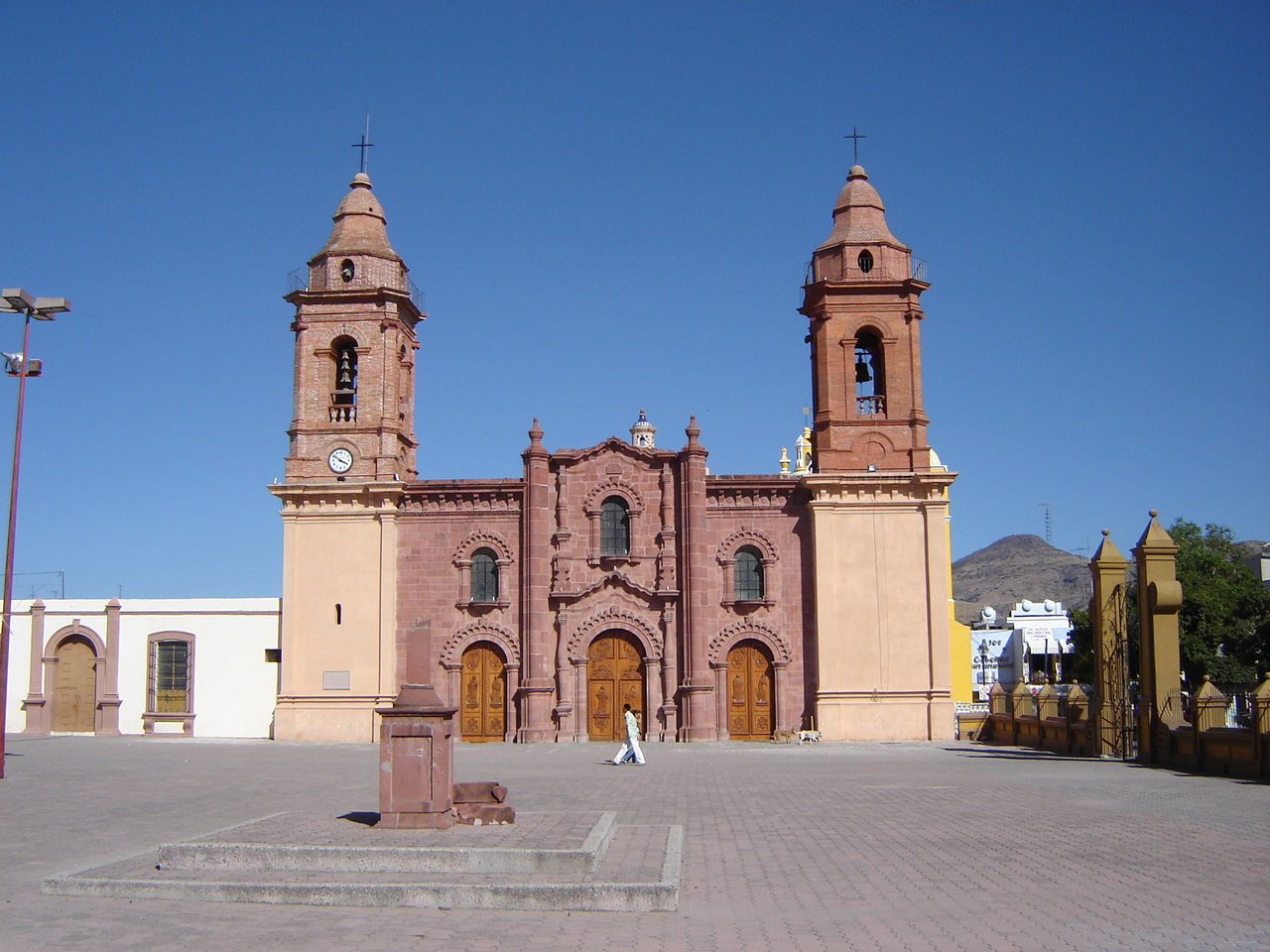
Catedral de Huajuapan.

De acuerdo a la historia este inmueble data del siglo XVII y está edificado en mayor parte de cantera roja, además puede admirar la armonía de su decorado, así como de sus tres naves tipo basílica y el delicado tallado de sus portones de madera. La fachada exhibe cantera roja como base de las torres y ladrillo al natural y con uniones a bajo relieve, lo que brinda un efecto decorativo a la fachada sencillo y agradable.

### El Sagrario

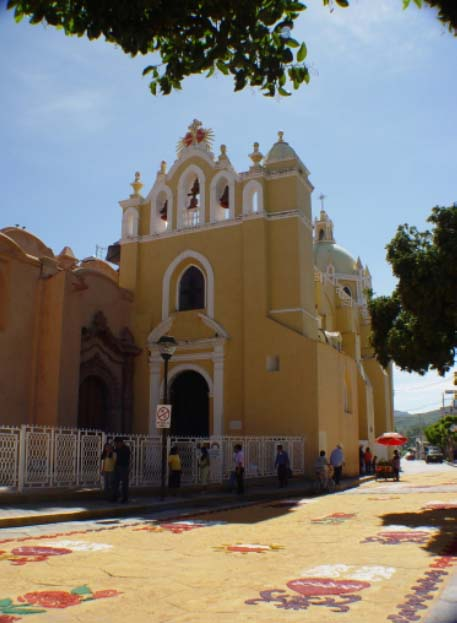
Alfrombra a un costado del Sagrario.

En este templo se encuentra la imagen del Señor de los Corazones, se tienen datos que esta imagen tiene su origen en el siglo XVII, cuyo destino era en las costas de Veracruz, pero al pasar por Huajuapan pesaba tanto que ya no pudieron continuar su camino. A él se le atribuye el milagro del rompimiento del sitio de Huajuapan.

### Murales del Palacio Municipal
Se encuentran en el Palacio Municipal, en los cuales el pintor José Luis García, plasmó las diferentes épocas y acontecimientos de la ciudad, así como medio de rescate de las tradiciones, costumbres y para recordar a las diferentes personalidades que ha tenido Huajuapan en esta época.

### Parque Independencia y Kiosco
Al igual que el portal municipal, se inició su construcción en el año de 1890. El Kiosco lleva el nombre de Carmen Romero de Díaz, esposa de Porfirio Díaz, siendo este inaugurado el 2 de abril de 1902 y su estructura metálica se ha conservado hasta la fecha. Al norte del parque se encuentra el monumento al general Antonio de León, el cual fue construido en los años de 1900 y 1901 en homenaje al héroe más importante de Huajuapan.

### Zona arqueológica Cerro de las Minas
El Cerro de las Minas estuvo habitado entre 350 a. C. y 800 d. C.; en ella se encuentran tumbas, estructuras de pirámides y una plaza central como los vestigios de la cultura ñuiñe, que floreció en la mixteca baja aproximadamente en los años 400 a 800 ANE. Se localiza al norte de la ciudad en la colonia Altavista de Juárez, su acceso principal es sobre la calle 21 de marzo.

### Parque Bicentenario
El parque bicentenario es un lugar agradable ubicado al noroeste del centro de la ciudad, de reciente creación cuenta con espacios recreativos como: un gimnasio al aire libre, área de juegos infantiles, pista para trotar, una cancha de fútbol rápido, y una pista de B.M.X., un teatro al aire libre Que ofrece espectáculos cada fin de semana, espacio para asar carnes. este parque se puede visitar de ocho de la mañana a nueve de la noche, cuenta con vigilancia policíaca.

### Mureh
La arquitectura de este recinto es típica de la región pues está hecho de adobe, ladrillo y teja, es aquí donde se resguardan los vestigios de nuestra cultura ancestral que se han encontrado en la zona arqueológica de las Minas. En sus amplias salas podrán observar las diferentes exposiciones que periódicamente se presentan, además de los diferentes cursos y conferencias que se llevan a cabo en el auditorio de dicho museo. Cabe destacar que muchas de estas piezas han sido donadas por el Cronista Emérito Municipal el Pbro. Josafat Herrera Sánchez.

### Presa de San Francisco Yosocuta
Se encuentra ubicado en carretera a Juxtlahuaca "km 11" a 20 min aproximadamente de la ciudad, fue construida durante el mandato de Lázaro Cárdenas. En dicha presa, se pueden realizar paseos por lancha donde se puede ver a la isla del amor, así como el recorrido total de la misma, para regresar y disfrutar de suculentos platillos (tilapia, lobina negra) en los diferentes restaurantes que ahí se encuentran. En este mismo lugar se lleva a cabo el torneo de pesca de lobina negra que llega a tener alcance nacional y que forma parte de las festividades religiosas y políticas más importantes de la ciudad en el mes de julio.Le recomendamos visitar la presa de Yosocuta en los meses de septiembre y octubre ya que en estos meses se realizan torneos de pesca organizados por la Sociedad Cooperativa, la Dirección General de Pesca y la Secretaría de Desarrollo Turístico.El embalse de la presa constituye, junto con la vegetación árida de la zona, apacibles paisajes, dignos de ser admirados.
Yosocuta (en mixteco “llano de agua”)La presa de Yosocuta, con una altura de 44 m y una capacidad de 300 m3/s,cerca de estas se encontraba la iglesia, cuyos muros y cúpula se ven en épocas de sequía, cuando el nivel del agua baja lo suficiente.

### Paseo de las Campanas
Esta es una de las pocas áreas verdes con las que cuenta la ciudad y es propia para ir de día de campo y disfrutar de la naturaleza con la familia o amigos, en temporadas se puede disfrutar de un chapuzón en sus pozas, además de admirar las formaciones rocosas o estalactitas que dan nombre a este lugar.

### El Boquerón y el boqueroncito
Son unos cañones formados por la erosión de las aguas del río Mixteco. Para llegar a estos se toma la carretera a la represa yosocuta en la población de Tonalá, ubicado en carretera a Santo Domingo Tonalá km 46 a 55 min aproximadamente., existe ahí un andador de concreto armado adosado a las rocas desde donde se puede observar por una parte el canal y por la otra el río de 25 metros hacia abajo. En el lugar existen pinturas rupestres en cuevas de difícil acceso en lo alto del cerro las cuales dejaron los primeros pobladores de la región en la época de la era del hielo y cuando los hombres eran nómadas. También cuenta con Rapel en picada.

### La Casa de la Pólvora
Es un monumento histórico muy importante en Huajuapan y se localiza en las faldas del cerro de las minas. Esta es una construcción fue hecha por los ejércitos realistas mientras sitiaban la ciudad. Se trata de una bóveda de gruesas paredes de, aproximadamente, 8 metros de largo por cuatro de ancho. Fue edificada exclusivamente como almacén de municiones para esa época, se llega por las calles Prolongación de 21 de marzo en la colonia Altavista de Juárez o por la calle Coahuila en la Colonia Santa Rosa 1.er Sección.
Este sitio se construyó en 1812, año en que los españoles sitiaron la ciudad. Una vez terminado el sitio el depósito quedó olvidado; por lo que tiempo después, se creó una historia contada por los pobladores que tenían paso obligado por este lugar; se dice que oían ruidos extraños en el interior, "ruidos escalofriantes", por lo tanto la gente comenzó a decir que este sitio estaba "endiablado".
Se cuenta que en una ocasión se pidió a sacerdotes limpiaran el lugar, con lo que los pobladores quedaron más tranquilos; lo que permite tener un lugar con historia y misticismo para Huajuapan.

### Mercados
Actualmente la ciudad cuenta con cuatro mercados municipales que son: Porfirio Díaz, Zaragoza, Benito Juárez y Cuauhtémoc, siendo el mercado Porfirio Díaz el más antiguo de la ciudad, puesto que para su construcción se derribaron un grupo de casonas que existían en ese lugar, más o menos hace 40 años. Es ahí donde se rescatan algunos negocios más añejos de la ciudad.

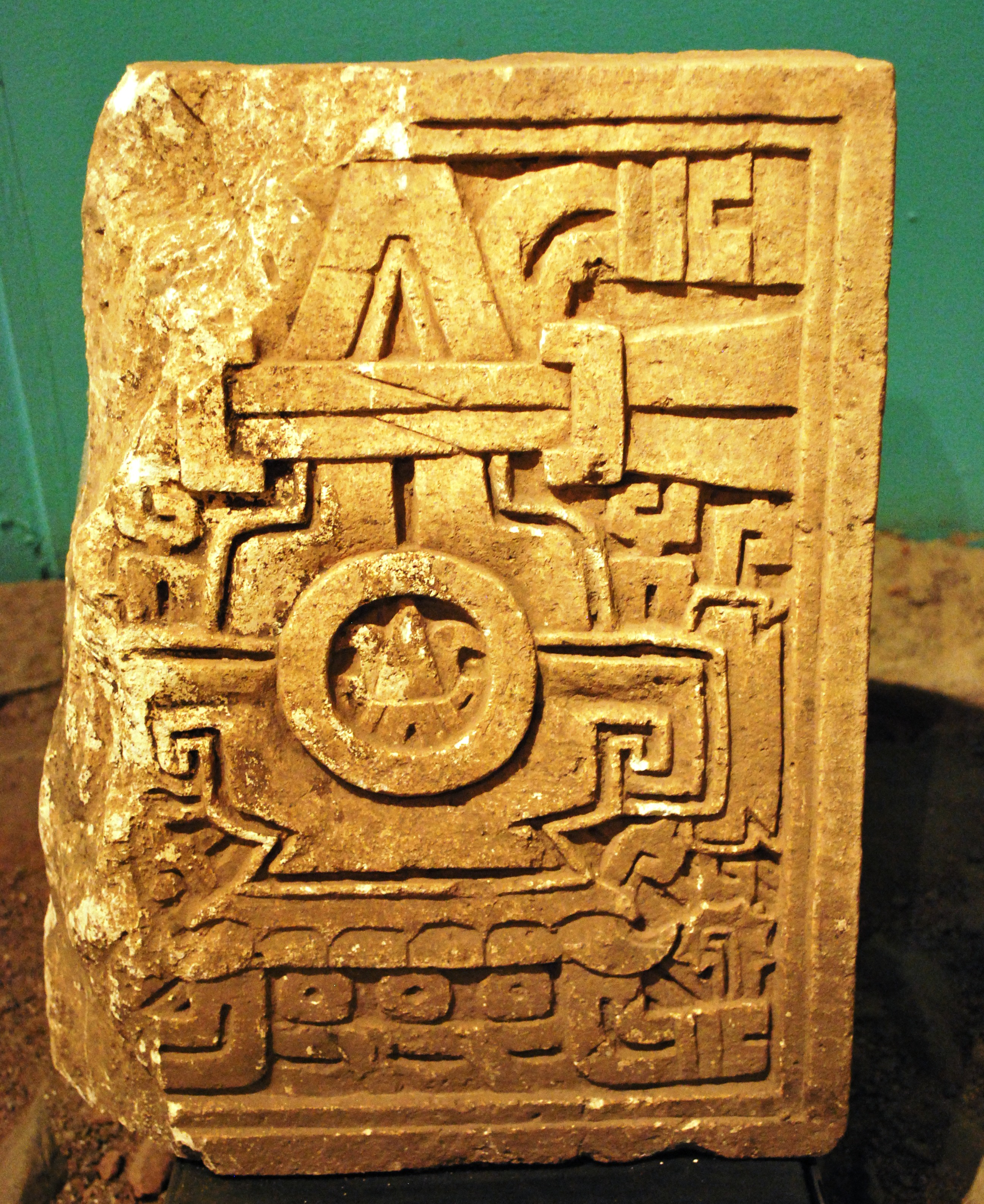
Lápida encontrada en el Cerro de las Minas.

### Zona arqueológica Santa Teresa
Se localiza en la zona oriente de la ciudad. Todavía no ha sido totalmente explorada, pero se supone que conforma la urbe principal y más antigua que las minas.

### Cerrito el Sombrerito y la Soledad
Estas pequeñas montañas son muy importantes debido a que son zonas arqueológicas, aquí fue donde se inició la cultura ñuiñe entre los años 300 - 400 ANE, he aquí se han encontrado vestigios y pinturas rupestres de los antiguos pobladores de la región.

### Lienzo charro
En este lugar se llevan a cabo diversos espectáculos de charrería así como de toreo, es una parte donde se involucran costumbres viejas y nuevas de diversos lugares del país y donde se comparte todo lo relacionado con la profesión taurina y del caballerango dentro de las rancherías, además también cuenta con una zona deportiva en donde se practica el béisbol, voleibol, básquetbol, ciclismo, carreras y fútbol (soccer, rápido, siete y amateur).

### Represa el Pescadito
Es un lago chico, lugar de paz y tranquilidad, para poder estar a tono con la naturaleza, se ubica en carretera a Mariscal de Juárez, saliendo y pasando por la colonia Aviación.

### Expo Feria de Huajuapan
La Expo Feria de Huajuapan de León, se celebra año con año en el mes de julio, en el marco de las celebraciones del Patrón el "Señor de los Corazones", la Expo Feria tiene una duración de más de una semana, donde se llevan a cabo eventos culturales, donde se presentan artistas de todo tipo para el deleite de los huajuapeños, también es una oportunidad para muchos comerciantes de la Mixteca para la venta de artesanías y artículos manufacturados en la región.

## Gastronomía
Huajuapan cuenta con una gran variedad de platillos típicos, como pozole, tamales, tostadas, enchiladas, tacos, pero lo que más representa a la ciudad son el chiliajo y el mole de caderas. Este último cuenta con su propio festival.
Este festival se realiza en la colonia Santa María. Es una costumbre de hace muchos años, llamada la matanza, ya que sacrifican alrededor de 300 o 400 chivos, para exportar su carne; los matanceros se reparten las vísceras y con los huesos se preparan un mole con huaje y chiles secos que es el mole de cadera. Por la cantidad de personas que va, se volvió una tradición.
Mole de caderas
En el mes de octubre, en la ciudad de Huajuapan de León se elabora el tradicional mole de cadera, dicha actividad empieza con el festival del Mole de Caderas en la Matanza de Chivos, que es donde se sacrifica a los animales (chivos) que proporcionaran la carne para preparar el mole de cadera, todo inicia en este mismo mes una gran cantidad de este ganado de crianza, este es llevado en grandes cantidades a las serranías de los alrededores de la comunidad de huajuapan y sus municipios, estos animales permanecerán durante un año, alimentándose de la pastura regional, y en el mes de octubre son llevados a la Hacienda El Rosario en Santa María Xochixtlapilco (a un costado del Rastro Municipal) donde se sacrifican durante una celebración, para después obtener la carne de sus caderas y espinazo para elaborar el mole, es esta la razón de su nombre, y son estas las condiciones de crianza las que hacen del mole de cadera un platillo peculiar y exquisito siendo muy cotizado, los platillos que se ofertan tienen un costo que van entre los $150 hasta los $350 pesos.
La tradicional matanza de chivos y elaboración del primer mole de caderas data de mediados del siglo XVII, cuando surge en la Nueva España, la ganadería como alternativa de ingreso para la comunidad de la época.
El mole de caderas surge en las comunidades en los pueblos mixtecos de Oaxaca, particularmente en la agencia municipal de Santa María Xochixtlaplilco, en el plato se condimenta el llamado "Chito" o chivo más preciado con tomate de cáscara, chile de pepicha y guaje.

## Educación
En promedio cada ciudadano Huajuapeño ha estudiado 7.34 años, o sea, la primaria completa y cuatro meses de segundo de secundaria, esto no deja de ser más alto que la medida estatal donde apenas son 5.29 años.
| Nivel de instrucción                            | Porcentaje |
| Sin instrucción                                 | 10,58%     |
| Primaria incompleta                             | 18,91%     |
| Sólo primaria completa                          | 19,49%     |
| Secundaria incompleta                           | 9,34%      |
| Sólo secundaria completada                      | 8,76%      |
| Preparatoria incompleta                         | 6,16%      |
| Sólo bachillerato completado                    | 5,09%      |
| Con alguna instrucción nivel técnico o superior | 21,67%     |
| Total de población                              | Porcentaje |
| Población Huajuapeña 77 547 habitantes          | 100%       |

Respecto a la educación, Huajuapan tiene una tasa de analfabetismo del 6.8% de la población mayor de 15 años. Sin embargo, si examinamos con mayor exigencia los niveles de formación del municipio, observamos situaciones bastante serias: de cada 100 huajuapeños 47 estudiaron, como máximo, hasta terminar la primaria o ni siquiera tienen instrucción, mientras que tan solo un 23% cursó la secundaria (al menos en parte). Es decir que más de dos tercios de la población no han completado la educación básica obligatoria.

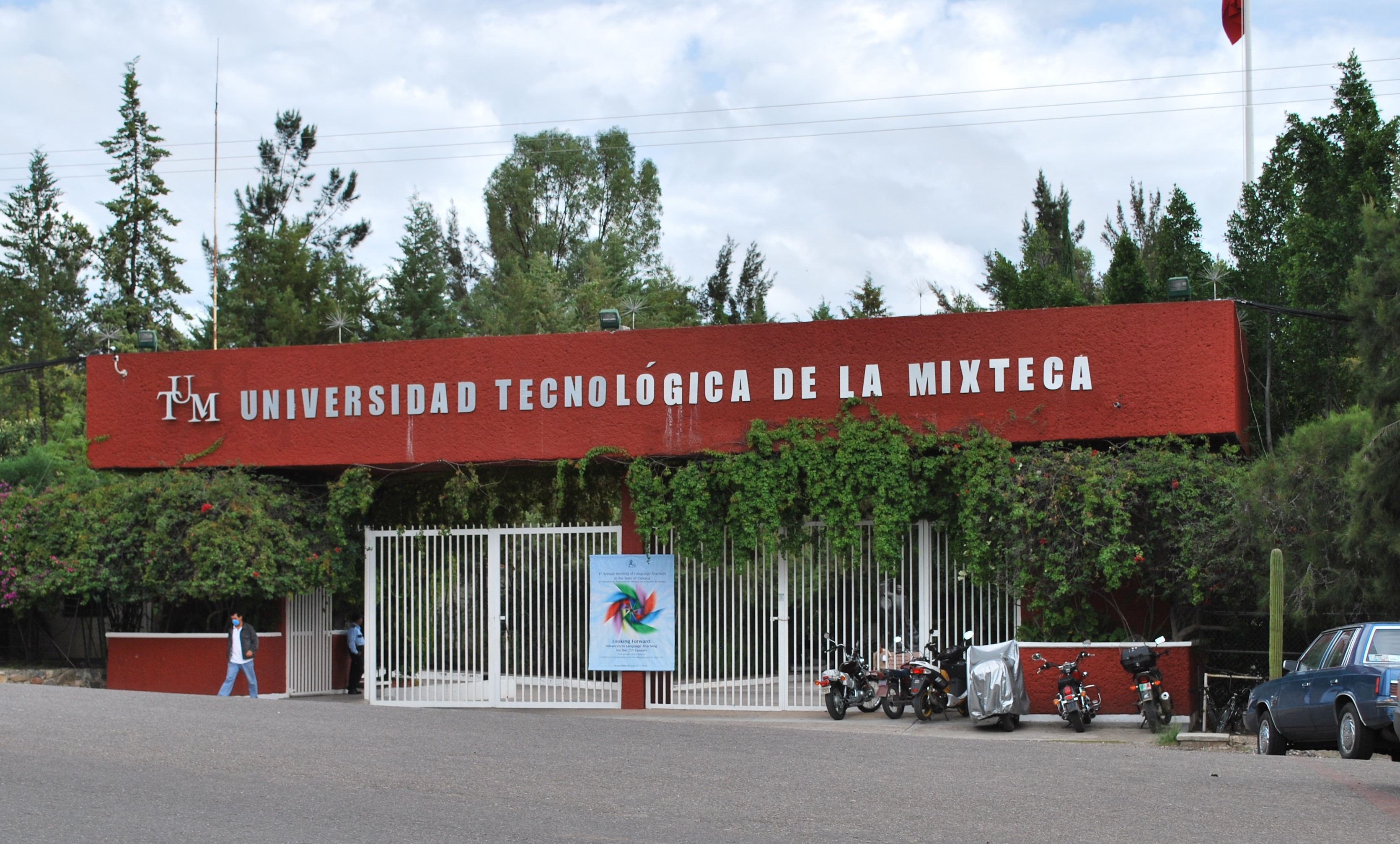
Entrada de la Universidad Tecnológica de la Mixteca.

En total, cuenta con 51 jardines de niños, 55 primarias, 19 secundarias.
En el nivel medio superior, la ciudad oferta en tres instituciones públicas: CONALEP, La Escuela Preparatoria N.º 3 de la UABJO y un plantel del COBAO. Además, cuenta con 6 bachilleratos privados, y cinco escuelas abiertas para adultos el CEA, ITI, CECATI, CEO 38, y CENTEC; además de escuelas de carreras técnicas en belleza como HERLU y ALMARI.
A nivel superior oficial cuenta con la Universidad Tecnológica de la Mixteca (que ha estado funcionando desde 1991), la escuela de enfermería de la UABJO y la escuela Normal Experimental de Huajuapan, se cuenta también con instituciones como la Escuela de Derecho de la UABJO, existen cinco instituciones universitarias privadas: Instituto de Gastronomía de la Mixteca, Instituto Bernal Díaz del Castillo, Centro Universitario Luis Donaldo Colosio Murrieta, IDHAE.
Y para cursos a cualquier nivel diplomado o constancia contamos con el Centro Interactivo Juvenil, la casa de la cultura, el centro de desarrollo social, la biblioteca, y otras más.

## Religión
La mayor parte de la población es católica, aunque existen también testigos de Jehová, mormones, bautistas y evangélicos.

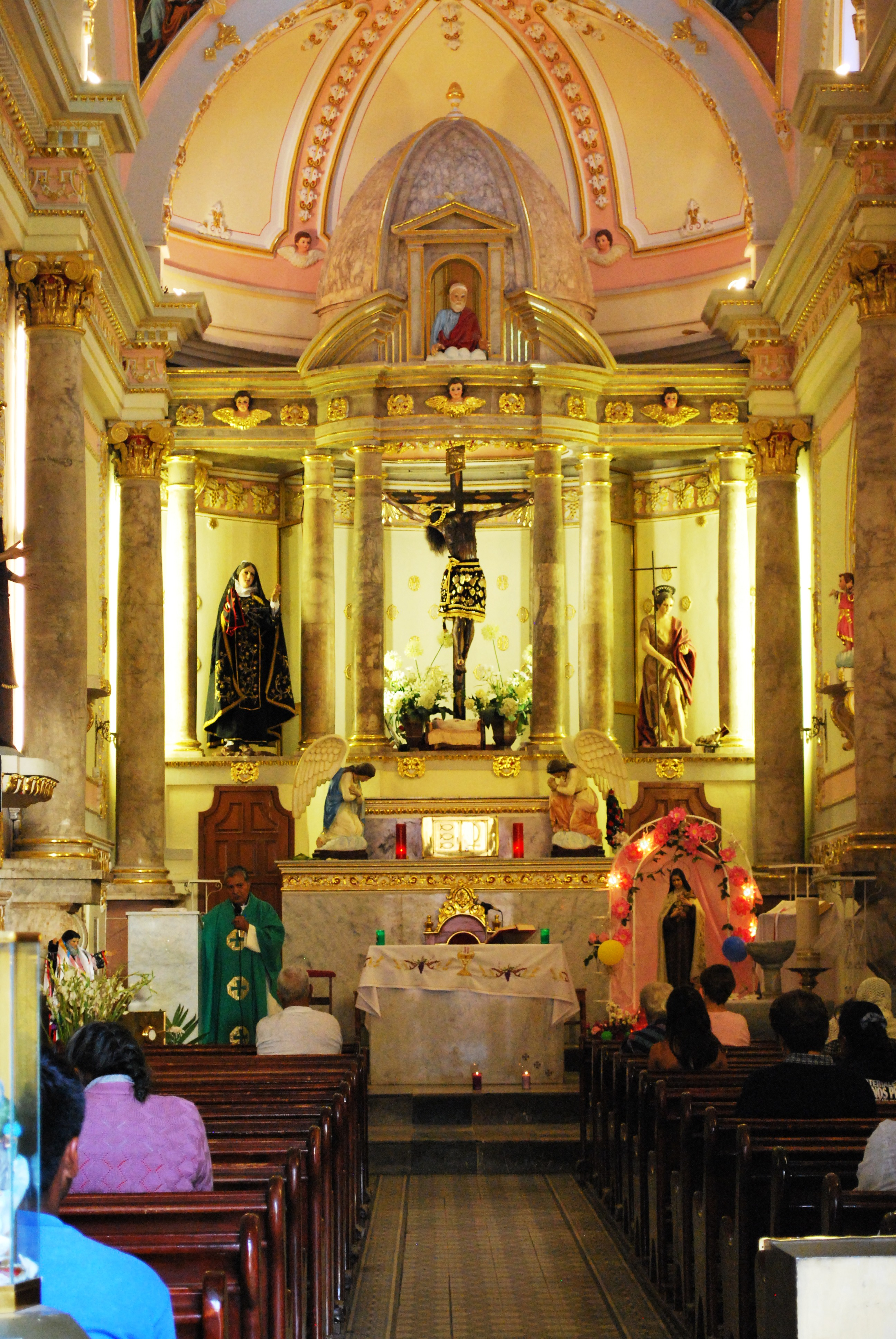
Altar en honor al Sr. de los Corazones.

La comunidad católica ha nombrado como patrono de la ciudad a San Juan Bautista (curiosamente el nombre civil anterior de la comunidad era San Juan Bautista Huajuapan religiosamente todo documento aún usa este nombramiento), pero existe también como figura importante el Sr. de los Corazones, un cristo muy venerado en la región, caracterizado por tener tez negra.
La Diócesis de Huajuapan de León abarca parte de la región mixteca oaxaqueña, poblana y guerrerense, cuenta con un seminario mayor (Seminario Conciliar de San Rafael Arcángel) y uno menor (Seminario Menor de la Inmaculada Concepción). La diócesis de Huajuapan de León pertenece a la provincia eclesiástica angelopolitana de Puebla. 

### La festividad del Señor de los Corazones

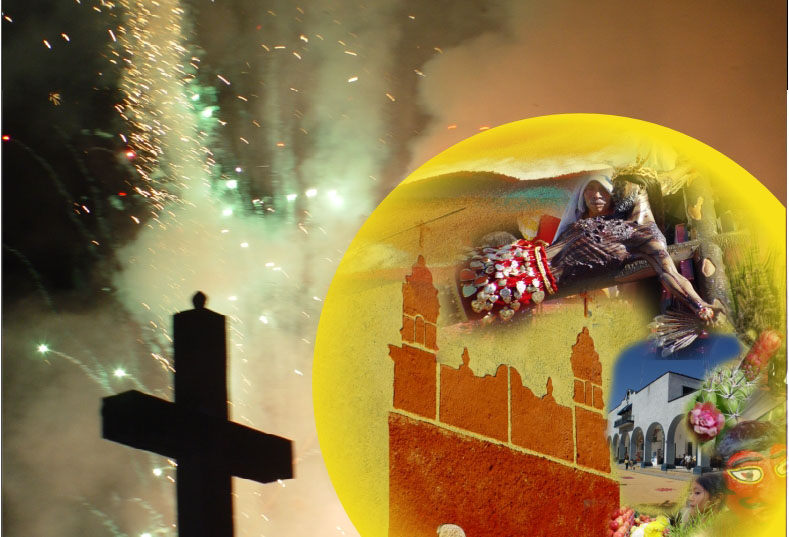
La festividad el Señor de los Corazones.

En Huajuapan siempre se ha dado culto a la imagen del Señor de los Corazones, que es una escultura de un Cristo de tez morena, de 1,75 m de altura y un peso de 26.5 kg., clavado en una cruz de caoba, el cual, según se menciona en archivos históricos, perteneció originalmente a un esclavo de color, el cual decidió donarlo a la iglesia después de que el cristo estuvo a punto de quemarse en un par de incendios ocurridos en la choza donde lo mantenía, pero fue a raíz del sitio más largo de la Guerra de Independencia (111 días) que se dio en Huajuapan, que la devoción por el Cristo se magnificó.
El 15 de julio de 1812, el sitio de Huajuapan estaba en su punto más crítico por la escasez de alimentos y municiones, en ese momento Valerio Trujano envió a Remigio Sarabia (el Indio de Nuyoo) a pedir auxilio a Morelos, quien se encontraba en Chilapa, al mismo tiempo ordenó se iniciara un novenario al Señor de los Corazones para pedirle su protección. Fue el 23 de julio, el último día del novenario, cuando la ayuda llegó, logrando romper el sitio y liberar la plaza. El pueblo le atribuyó el milagro al Señor de los Corazones, haciendo de su festividad la más importante de Huajuapan, incluso por encima de la del patrón San Juan Bautista.
Año con año se realiza este novenario culminando con una procesión con la imagen del Cristo moreno por las principales calles de Huajuapan, las cuales los vecinos adornan con espectaculares y coloridas alfombras de aserrín teñido, al cual le dan hermosas formas. Al concluir la procesión el Cristo es depositado al interior de la iglesia del Sagrario para que la gente pueda pasar a besar la milagrosa imagen.

## Economía
Se tiene una población de aproximadamente 77 547 habitantes (2015), es la sexta comunidad más grande del Estado. El 87% de los habitantes de la Ciudad es considerada como Población Económicamente Activa.
Gracias a que Huajuapan está ubicado en la intersección de las carreteras federales 125 y 190 (Carretera Panamericana), la principal actividad económica es el comercio, tanto local como foráneo, seguida de la construcción, los servicios y las industrias manufactureras.
Huajuapan tiene una alta tasa de emigración a los Estados Unidos, por lo que las remesas son importantes para la economía local.

## Efemérides

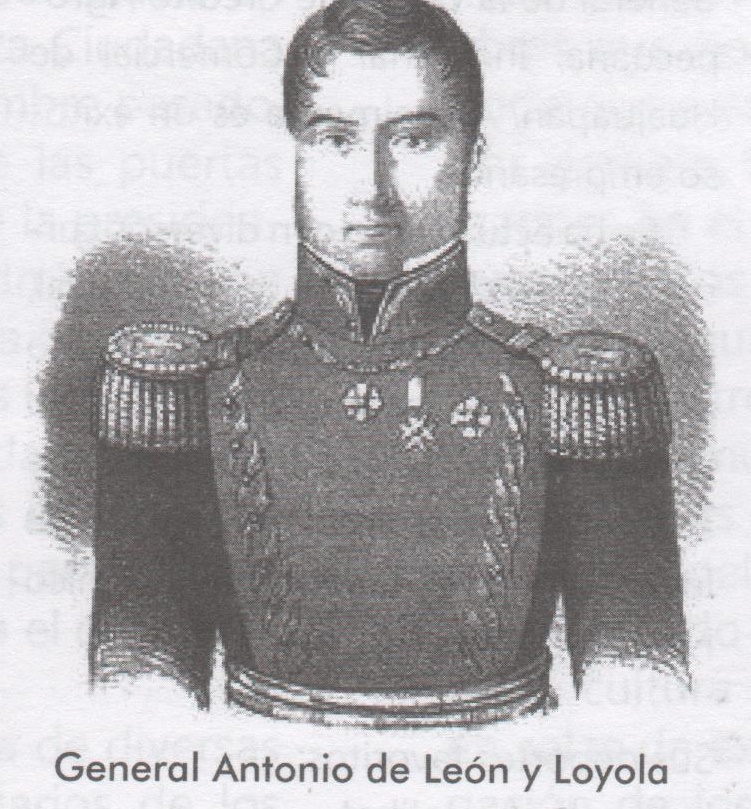
El gran general de Huajuapan y benemérito de Oaxaca Antonio de León y Loyola

2 de enero de 1823: El H. ayuntamiento de Huajuapan presidido por José Dimas Niño de Rivera reconoce oficialmente el nombre de "SAN JUAN BAUTISTA HUAJUAPA" en lugar de HUAXUAPA.
3 de enero de 1942: Nupcias religiosas en Huajuapan de León, Oax. de la Srita. Lucila Díaz Viñaraz y el Dr. Ángel Almazán, sobrino de Juan Andrew Almazán candidato a la Presidencia de la República en las elecciones del 7 de julio de 1940, por este hecho Huajuapan toma una posición importante.
4 de enero de 1982: El Gobierno del Estado de Oaxaca se hace cargo de la reparación del Sagrario Diocesano de Huajuapan, que a raíz del terremoto del mes de octubre de 1980 sufrió graves daños estructurales, las gestiones las realizó el Pbro. Enrique Montes Neri.
5 de enero de 1935: Con gran éxito, Doña Antonia Zamora, Doña Socorrito Zamora y Doña Porfiria Barragan, presentan la única pastorela huajuapense de las primeras del siglo XX, en la heredad de la esquina de Valerio Trujano y Bravo.
6 de enero de 1829: Antonio López de Santa Anna, entrega el mando militar de Oaxaca a Antonio de León y Loyola.
7 de enero de 1842: Renuncia Antonio de León al cargo de gGobernador de Oaxaca, ante el presidente Nicolás Bravo.
8 de enero de 1912: Jesús Morales, al mando de sus tropas zapatistas ataca Huajuapan, José Lito Legaría u Juan de Dios Flores defienden heroicamente la ciudadela.
9 de enero de 1947: Iñigo García Peral, se pronuncia en contra de la administración municipal que impuso a Huajuapan el gobernador Edmundo Sánchez Cano, levanta a la población para que efectué una manifestación que inicia la anulación de tal imposición.
10 de enero de 1972: El ayuntamiento cede terrenos para la construcción del Río Balsas hoy Parque Bicentenario.
11 de enero de 1848: Benito Juárez, promulga el Decreto declarando al Gral. Antonio de León y Loyola Benemérito del Estado de Oaxaca.
14 de enero de 1862: El glorioso Batallón Patria de Huajuapan, sale del suelo mixteco para incorporarse a las fuerzas republicanas contra la intervención francesa.
14 de enero de 1906: El huajuapense Luis Niño de Rivera, pasa a formar parte del Estado Mayor Presidencial de Porfirio Díaz.
14 de enero de 1910: Se bendice en la Catedral de Huajuapan, la escultura artística de San Juan Bautista, traída de Barcelona, España.
15 de enero de 1844: Antonio de León y Loyola, gobernador de Oaxaca, nombra a Benito Juárez secretario de Gobierno del	estado de Oaxaca.
16 de enero de 1948: Se inicia la construcción del primer teatro de Huajuapan "Cine Beatriz".
17 de enero de 1912: 400 zapatistas atacan Huajuapan, iniciando el combate a las 15:45 y terminando a las 17:00 horas.
20 de enero de 1812: Valerio Trujano y Miguel Bravo, vienen a las Mixtecas para insurreccionarlas.
24 de enero de 1853: Se fuga de la prisión de Huajuapan Juan Pimentel, simpatizante del Plan de Jalisco.
26 de enero de 1929: Vicente Wotto solicicta a la SCT, la construcción de un campo aéreo de aterrizaje en Huajuapan, denominado Barberant y Collart, en el campo de aviación.
27 de enero de 1901: Fallece el general Ignacio Vásquez.
29 de enero de 1832: Antonio de León, recibe al obispo de Tlaxcala, Francisco Pablo Vásquez, primer representante diplomático de México ante la Santa Sede.
31 de enero de 1867: Es ocupada la plaza de Huajuapan por las caballerías de las tropas del general Porfirio Díaz, en su paso hacia a la ciudad de Puebla.

## Personas destacadas

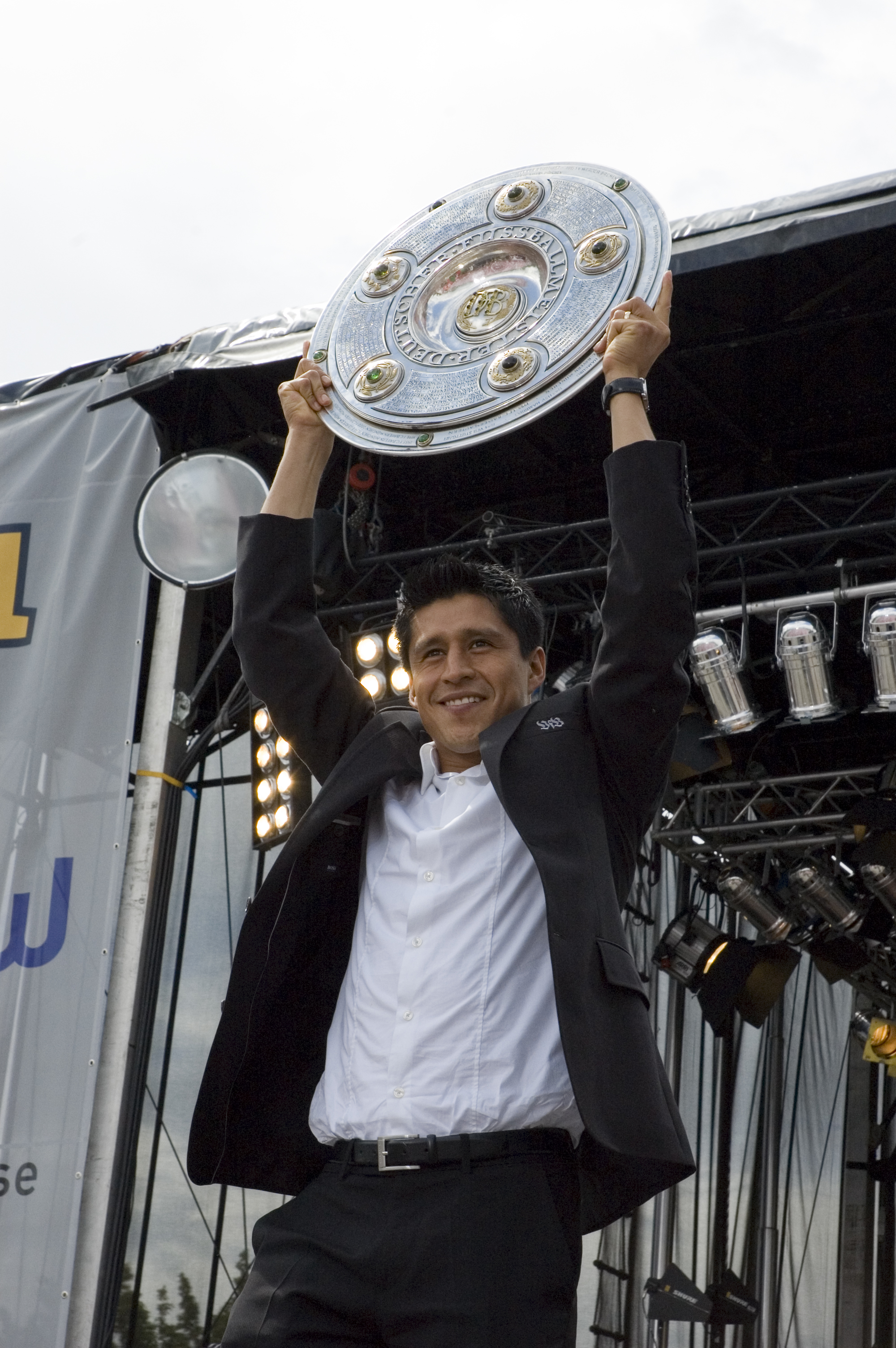
Ricardo Osorio

- General Antonio de León y Loyola (1794-1847), insurgente de la independencia de México y héroe de la guerra contra Estados Unidos principalmente en la batalla del Molino del Rey.
- Coronel Valerio Trujano (1767-1812), insurgente de la independencia de México.
- José Remigio Sarabia Rojas (1788-1800), conocido como El Indio de Nuyoo. Su participación fue determinante para el rompimiento del sitio de Huajuapan.
- José López Alavez. (1889-1974), músico, compositor de la Canción Mixteca.
- Antonio Martínez Corro (1899-1973), fue periodista de 1930 a 1968, publicando aproximadamente 200 artículos a favor de los mixtecos, entre sus obras más importantes se encuentra el Jarabe Mixteco.
- Casimiro Ramírez Acevedo (1825 - 1922), se dio de alta en las tropas del Coronel Francisco Herrera, en 1854 participó en la toma de Huajuapan de León.
- Joaquín Ibáñez (1836 - 1922), médico cirujano que fundó el Periódico “El Estudio”, así como el Hospital del Niño Poblano, en el estado de Puebla.
- Poetisa Elisa Abascal Marin (1909-1968), compuso magníficas obras como "Alma del Pueblo", "celaje de otoño", Plegaria al Señor de los corazones, "En mi soledad", destacando su "AVE MARÍA" instrumentada por el Profr. Antonio Martínez Corro y que interpretó la Sinfónica de la Marina.
- Rafael López Soriano (1921 - 1985), maestro originario de esta población oaxaqueña, quien sobresalió en la escultura y pintor de la cultura mexicana Mixteca, entre sus trabajos tenemos la escultura del héroe del sitio de Huajuapan el "Indio de Nuyoo" ubicada en el Calvario.
- Elíseo López Soriano (1923 - 2007), presbítero historiador, poeta y primer investigador del sitio de Huajuapan.
- Jorge Pérez Solano, director de cine creador de la película Espiral.
- Ricardo Osorio, futbolista exjugador del Cruz Azul, seleccionado por la Federación Mexicana de Fútbol en los mundiales de Alemania 2006 y Sudáfrica 2010, militó del 2006 al 2010 en VFB Stuttgart de Alemania donde llegó a estar junto a Pavel Pardo, los primeros y únicos mexicanos en ser campeones de la Bundesliga Alemana.
- Manuel Antonio Casas Camarillo (1993), músico y pianista clásico huajuapeño. Ganador del Golden Classical Music Award en Nueva York.[18] Recibió su educación musical tanto en México como en Estados Unidos.

## Ciudades hermanadas
La ciudad de Huajuapan de León tiene los siguientes Hermanamientos:
- Chilpancingo, México (1996)[19][20]
- Morelia, México (1996)[20][21]
- Santiago Nuyoó, México (1996)[20]
- Tixtla, México (1996)[20][22]
- Tehuacán, México (1996)[20][23]
- Técpan de Galeana, México (1996)[20]
- Tepecoacuilco, México (1996)[20][24]
- Tezoatlán de Segura y Luna, México (1997)[25]
- Santiago de Querétaro, México (1998)[26]
- Moroleón, México (2015)[27][28]
- Ciudad Serdan, México (2014)[29][30]
- Oaxaca de Juárez, México (2014)[31][32]
- Tlacotepec de Benito Juárez, México (2014)[33]
- Santo Domingo Tehuantepec, México (2020)[30]
- Cuautla, México (2021).[34][35]